# ورونیکا مارچنکو (کماندار)
ورونیکا مارچنکو (اوکراینی: Вероніка Сергіївна Марченко؛ زادهٔ ۳ آوریل ۱۹۹۳) ورزشکار تیراندازی با کمان اهل اوکراین است.وی همچنین از کمانداران بازی‌های المپیک تابستانی ۲۰۱۶ بوده است.
وی در مسابقات کشوری و بین‌المللی در مجموع برندهٔ ۴ مدال طلا، ۳ مدال برنز شده‌است.